# شهرستان سیبیو
شهرستان سیبیو (به لاتین: Sibiu County) یک județ در رومانی است که در رومانی واقع شده‌است.

## خصوصیات
شهرستان سیبیو ۴۲۱٬۷۲۴ نفر جمعیت دارد.